# 海軍休日
海軍休日（かいぐんきゅうじつ、英: naval holiday）は、第一次世界大戦終了後のワシントン海軍軍縮条約の締結（1922年）からロンドン海軍軍縮条約の失効（1936年）まで、軍艦の建造に国際協定によって制限が加えられた約15年間の時期をさす。海軍休暇期、建艦休日とも呼ばれる。

## 概要
第一次世界大戦前、イギリス・ドイツ間で激しい海軍建艦競争が展開された。ドイツの追撃に対して恐怖に駆られたイギリスは、建艦の10年間休止を提唱したが、ドイツの受け容れるところではなかった。そして、この競争は世界大戦で両国が戦う一因となった。
大戦によるドイツ海軍の凋落以後、建艦競争はふたたび、今度は日本・イギリス・アメリカ合衆国の間で台頭してきた。新興海軍国であるアメリカ合衆国が世界第一主義を標榜して大建艦に着手し、日本は戦艦8隻、巡洋戦艦8隻の八八艦隊の整備に努め、3国ともに大艦巨砲主義を採り、主力艦型は30,000トンをはるかに上回り、40,000トンの域に達しようとするなど、留まるところを知らなかった。これに伴う建艦費や維持費は膨張を極め、日本においては海軍費は歳出の3分の1に当たる約5億円に達し、ますます増大する傾向を示した。
このような世界情勢において、アメリカ合衆国大統領ウォレン・ハーディングは、国民への負担の軽減を公約に当選したため、経費の節減のためには軍事費の大幅な削減を行なわなくてはならず、そのためには国際的協定が第一であるとし、率先して海軍休日に関する国際会議の開催を列国に提案した。列国も経費の重圧に苦しんでいたため、ただちにこれに賛同の意を表し、1921年1月ワシントン海軍軍縮会議が開かれた。こうして老朽艦のみならず建造中、計画中の巨艦を廃棄して各種の制限を定め、主力艦の建造はむこう10年間休止する協定を結び、競争は一時終息した。
その後、10年間の休止期間が終わる前にロンドン海軍軍縮条約によって5年間の延長がなされ、1935年にはさらに第二次ロンドン海軍軍縮会議が開かれたが、前年の1934年に日本が破棄・脱退していたワシントン海軍軍縮条約の失効（1936年末）をもって実質的な海軍軍縮は無意味なものとなり、ふたたび無制限の建艦競争が始まった。